# LIN28A
LIN28 гомолог A — ген, встречающийся в геномах животных. В геноме человека расположен на первой хромосоме, в локусе 1p36.11.
LIN28 кодирует РНК-связывающий белок, содержащий домен холодового шока в N-концевой части и два мотива цинковых пальцев CCHC ретровирусного типа в С-концевом участке.
Белок является маркером недифференцированных эмбриональных стволовых клеток человека, используется для повышения эффективности получения стволовых клеток из фибробластов. Было показано, что белок LIN28 связывается с предшественником микроРНК Let7 и блокирует образование зрелых микроРНК Let7 в эмбриональных стволовых клетках мыши.